# Nigel de Jong
Nigel de Jong (Amsterdã, 30 de novembro de 1984) é um ex-futebolista neerlandês que atuava como volante.

## Clubes
De Jong foi revelado pelo Ajax onde jogou até janeiro de 2006 quando transferiu-se ao Hamburgo. Em janeiro de 2009 o Manchester City o contrata. Permaneceu até agosto de 2012 quando firmou com o Milan. Em fevereiro de 2016 rescindiu seu vínculo como o clube e assinou com o Los Angeles Galaxy. Porém em agosto desde mesmo ano ele deixaria o clube e firmaria por duas temporadas com o Galatasaray.

## Seleção Neerlandesa
Estreou pela Seleção Neerlandesa principal em 31 de março de 2004 em partida amistosa contra a França.
Não disputou a Copa do Mundo de 2006 por lesão. Porém foi titular na UEFA Euro 2008 e nas Copas do Mundo de  2010 e 2014.

## Estilo de jogo
De Jong possui um histórico de disputas violentas em campo. A mais conhecida foi atingir com um chute o peito de Xabi Alonso na final da Copa do Mundo de 2010. O árbitro Howard Webb o advertiu com cartão amarelo. Ainda em 2010, em partida amistosa contra a Seleção Americana em 3 de março, fraturou a fíbula da perna direita de Stuart Holden assim como de Hatem Ben Arfa do Newcastle pela Premier League em outubro, com apenas três minutos de partida. Ben Arfa foi levado ao hospital e operado. De Jong não foi advertido pelo árbitro. Após o incidente, o então treinador da seleção neerlandesa, Bert van Marwijk, o desconvocou para duas partidas seguintes.
Em 2015 foi considerado pela revista L'Équipe um dos futebolistas mais violentos do mundo, juntamente com Emir Spahić e Brandão.

## Vida pessoal
É filho do ex-jogador neerlandês Jerry de Jong, que atuou pela seleção neerlandesa. 

## Jogos pela Seleção
| Países Baixos | Países Baixos | Países Baixos |
| Anos          | Jogos         | Gols          |
| ------------- | ------------- | ------------- |
| 2004          | 5             | 0             |
| 2005          | 5             | 0             |
| 2006          | 4             | 0             |
| 2007          | 5             | 0             |
| 2008          | 11            | 0             |
| 2009          | 9             | 1             |
| 2010          | 11            | 0             |
| 2011          | 6             | 0             |
| 2012          | 11            | 0             |
| 2013          | 2             | 0             |
| 2014          | 11            | 0             |
| 2015          | 1             | 0             |
| Total         | 81            | 1             |

#### Gols pela seleção
| Gols | Data               | Local                                 | Adversário | Placar | Resultado | Competição                     |
| ---- | ------------------ | ------------------------------------- | ---------- | ------ | --------- | ------------------------------ |
| 1.   | 6 de junho de 2009 | Laugardalsvöllur, Reykjavík, Islândia | Islândia   | 1–0    | 2–1       | Elim. da Copa do Mundo de 2010 |

## Títulos
Ajax
- Eredivisie: 2003–04
- Supercopa dos Países Baixos: 2005

Hamburgo
- Copa Intertoto da UEFA: 2007

Manchester City
- Copa da Inglaterra: 2010–11
- Premier League: 2011–12